# Weta FX

Precedente logo

La Weta FX (reso graficamente Wētā FX), precedentemente nota come Weta Digital, è una compagnia di effetti speciali digitali con sede a Wellington, Nuova Zelanda. È stata fondata da Peter Jackson, Richard Taylor, e Jamie Selkirk nel 1993 per produrre gli effetti speciali digitali per il film Creature del cielo. Nel 2007, Joe Letteri, Supervisore Senior agli effetti speciali, ebbe la nomina a Presidente della società. Weta Digital ha vinto numerosi premi Oscar e BAFTA.
Weta FX è parte di una serie di società con sede a Wellington, di proprietà di Peter Jackson, queste comprendono Weta Workshop, Weta Productions, Weta Collectibles e Park Road Post Production.
Il 9 novembre 2021 Peter Jackson ha venduto per 1,625 miliardi di dollari la divisione deputata allo sviluppo degli strumenti VFX alla società Unity Technologies, famosa per lo sviluppo dell'omonimo motore di rendering. La compagnia ha assunto il nuovo nome di Weta FX in quanto il marchio Weta Digital è stato trasferito a Unity Technologies insieme ai dipendenti della divisione sviluppo e altri assett aziendali. La proprietà della società resta così divisa al 50% tra il Gruppo Weta e la Unity Technologies.
Nell’aprile 2022 la società ha aperto un nuovo studio per la realizzazione di effetti speciali a Vancouver in Canada. Si tratta del primo studio aperto dalla compagnia al di fuori della Nuova Zelanda.
L'azienda deve il suo nome agli insetti più grandi al mondo, diffusi in Nuova Zelanda, i wētā.

## Risultati
Al 2023, la Weta Digital ha vinto sei premi Oscar ai migliori effetti speciali:
- Il Signore degli Anelli - La Compagnia dell'Anello (2001)
- Il Signore degli Anelli - Le due torri (2002)
- Il Signore degli Anelli - Il ritorno del re (2003)
- King Kong (2005)
- Avatar (2009)
- Il libro della giungla (2016)

Lo studio ha sviluppato diversi pacchetti di software proprietario per consentire la realizzazione di innovativi effetti speciali, la scala delle battaglie necessarie per la trilogia cinematografica de Il Signore degli Anelli, ha portato alla creazione di Massive, un programma che permette l'animazione di un incredibile numero di agenti: personaggi indipendenti che agiscono in base a regole pre-impostate.
Nel film King Kong, per generare la New York degli anni 1930 è stato necessario creare un software apposito: CityBot, un'applicazione con cui è stato possibile "ricostruire" l'intera città di New York per soddisfare l'esigenza del regista di far "viaggiare la telecamera" in qualsiasi parte della città.
La pelliccia di Kong ha anche richiesto lo sviluppo di un nuovo software di simulazione e modellazione. Sono stati creati un insieme di strumenti che combinando tecniche procedurali e interattive, hanno permesso di aggiungere il movimento, l'interazione con altri oggetti e con il vento di oltre 5 milioni di peli. Sono stati scritti dei nuovi shader che tengono conto della dispersione della luce all'interno di ogni pelo. Grandi pezzi della sua pelliccia sono stati strappati e riempiti con cicatrici, sangue e il fango di Skull Island. Ogni fotogramma della pelliccia è composto da 2 gigabyte di dati.
Per il film di James Cameron Avatar, Weta ha modificato il software MASSIVE, per dare vita alla flora e alla fauna di Pandora, di cui la compagnia ha prodotto la maggior parte degli effetti speciali, con Joe Letteri, quattro volte premio Oscar per i migliori effetti speciali. Recentemente la compagnia ha migliorato la tecnica del motion capture per essere in grado di effettuare le riprese anche all'esterno dello studio, tecnica ampiamente utilizzata nei film L'alba del pianeta delle scimmie e Apes Revolution - Il pianeta delle scimmie oltre che più recentemente in Alita - Angelo della battaglia.

## Filmografia
- Creature del cielo (Heavenly Creatures), regia di Peter Jackson (1994)
- Forgotten Silver, regia di Peter Jackson e Costa Botes - film TV (1995)
- Sospesi nel tempo (The Frighteners), regia di Peter Jackson (1996)
- Contact, regia di Robert Zemeckis (1996)
- Il Signore degli Anelli - La Compagnia dell'Anello (The Lord of the Rings: The Fellowship of the Ring), regia di Peter Jackson (2001)
- Il Signore degli Anelli - Le due torri (The Lord of the Rings: The Two Towers), regia di Peter Jackson (2002)
- Il Signore degli Anelli - Il ritorno del re (The Lord of the Rings: The Return of the King), regia di Peter Jackson (2003)
- Van Helsing, regia di Stephen Sommers (2004)
- Io, Robot (I, Robot), regia di Alex Proyas (2004)
- King Kong, regia di Peter Jackson (2005)
- X-Men - Conflitto finale (X-Men: The Last Stand), regia di Brett Ratner (2006)
- Eragon, regia di Stefen Fangmeier (2006)
- Un ponte per Terabithia (Bridge to Terabithia) regia di Gábor Csupó (2007)
- I Fantastici 4 e Silver Surfer (Fantastic Four: Rise of the Silver ), regia di Tim Story (2007)
- The Water Horse - La leggenda degli abissi (The Water Horse: Legend of the Deep), regia di Jay Russell (2007)
- 30 giorni di buio (30 Days of Night), regia di David Slade (2007)
- Jumper - Senza confini (Jumper), regia di Doug Liman (2008)
- Le cronache di Narnia - Il principe Caspian (The Chronicles of Narnia: Prince Caspian), regia di Andrew Adamson (2008)
- Ultimatum alla Terra (The Day the Earth Stood Still), regia di Scott Derrickson (2008)
- District 9, regia di Neill Blomkamp (2009)
- Amabili resti (The Lovely Bones) regia di Peter Jackson (2009)
- Avatar, regia di James Cameron (2009)
- A-Team (The A-Team), regia di Joe Carnahan (2010)
- Predators, regia di Nimród Antal (2010)
- I fantastici viaggi di Gulliver (Gulliver's Travels) regia di Rob Letterman (2010)
- X-Men - L'inizio (X-Men: First Class), regia di Matthew Vaughn (2011)
- L'alba del pianeta delle scimmie (Rise of the Planet of the Apes), regia di Rupert Wyatt (2011)
- Le avventure di Tintin - Il segreto dell'Unicorno (The Adventures of Tintin), regia di Steven Spielberg (2011)
- The Avengers, regia di Joss Whedon (2012)
- Prometheus, regia di Ridley Scott (2012)
- Lo Hobbit - Un viaggio inaspettato (The Hobbit - An Unexpected Journey), regia di Peter Jackson (2012)
- L'uomo d'acciaio (Man of Steel), regia di Zack Snyder (2013)
- Iron Man 3, regia di Shane Black (2013)
- Wolverine - L'immortale (The Wolverine), regia di James Mangold (2013)
- Hunger Games: La ragazza di fuoco (The Hunger Games: Catching Fire), regia di Francis Lawrence (2013)
- Lo Hobbit - La desolazione di Smaug (The Hobbit - The desolation of Smaug), regia di Peter Jackson (2013)
- Godzilla, regia di Gareth Edwards (2014)
- Apes Revolution - Il pianeta delle scimmie (Dawn of the Planet of the Apes), regia di Matt Reeves (2014)
- Lo Hobbit - La battaglia delle cinque armate (The Hobbit - The Battle of the Five Armies), regia di Peter Jackson (2014)
- Fast & Furious 7 (Furious 7), regia di James Wan (2015)
- Fantastic 4 - I Fantastici Quattro (Fantastic Four), regia di Josh Trank (2015)
- Maze Runner - La fuga (Maze Runner: The Scorch Trials), regia di Wes Ball (2015)
- Hunger Games: Il canto della rivolta - Parte 2 (The Hunger Games: Mockingjay - Part 2), regia di Francis Lawrence (2015)
- Deadpool, regia di Tim Miller (2016)
- Batman v Superman: Dawn of Justice, regia di Zack Snyder (2016)
- Il libro della giungla (The Jungle Book), regia di Jon Favreau (2016)
- Independence Day - Rigenerazione (Independence Day: Resurgence), regia di Roland Emmerich (2016)
- Il GGG - Il grande gigante gentile (The BFG), regia di Steven Spielberg (2016)
- Il drago invisibile (Pete's Dragon), regia di David Lowery (2016)
- Guardiani della Galassia Vol. 2 (Guardians of the Galaxy Vol. 2), regia di James Gunn (2017)
- The War - Il pianeta delle scimmie (War for the Planet of the Apes), regia di Matt Reeves (2017)
- Valerian e la città dei mille pianeti (Valerian and the City of a Thousand Planets), regia di Luc Besson (2017)
- Justice League, regia di Zack Snyder (2017)
- Rampage - Furia animale (Rampage), regia di Brad Peyton (2018)
- Avengers: Infinity War, regia di Anthony e Joe Russo (2018)
- Deadpool 2, regia di David Leitch (2018)
- Aquaman, regia di James Wan (2018)
- Avengers: Endgame, regia di Anthony e Joe Russo (2019)
- Gemini Man, regia di Ang Lee (2019)
- Black Panther: Wakanda Forever, regia di Ryan Coogler (2022)
- Avatar - La via dell'acqua (Avatar: The Way of Water), regia di James Cameron (2022)
- Il regno del pianeta delle scimmie (The Kingdom of planet of apes), regia di Wes Ball (2024)